# Zotovskaja
Zotovskaja è un centro abitato della Russia.